# Correvon
Correvon (toponimo francese) è una frazione di 108 abitanti del comune svizzero di Montanaire, nel Canton Vaud (distretto del Gros-de-Vaud).

## Storia

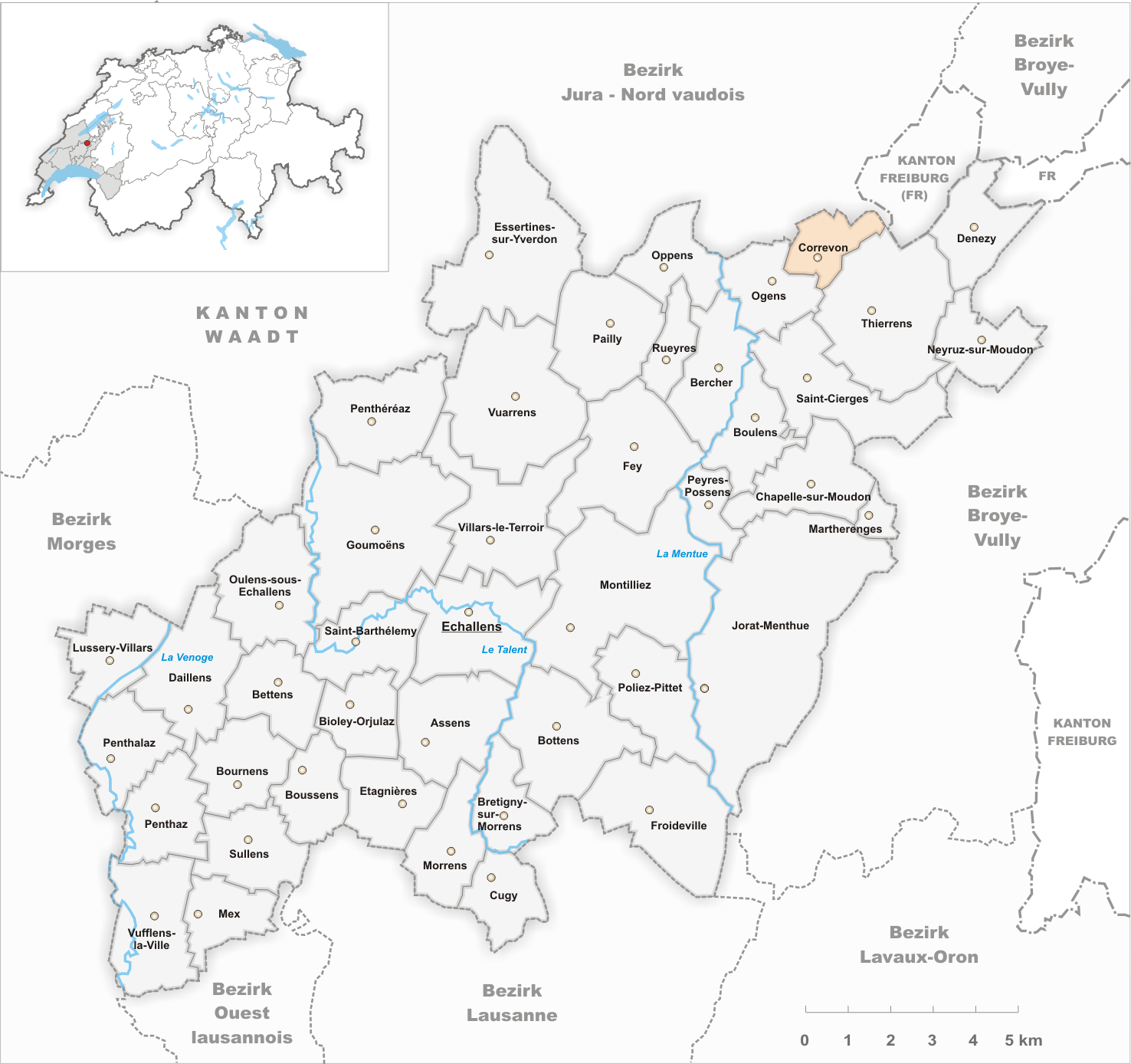
Il territorio del comune di Correvon prima degli accorpamenti comunali del 2013

Già comune autonomo che si estendeva per 2,24 km², nel 2013 è stato accorpato agli altri comuni soppressi di Chanéaz, Chapelle-sur-Moudon, Denezy, Martherenges, Neyruz-sur-Moudon, Peyres-Possens, Saint-Cierges e Thierrens per formare il nuovo comune di Montanaire.

### Simboli
Lo stemma, adottato nel 1927, è composto da tre parti e fa riferimento alle famiglie che un tempo dominarono il villaggio: la croce in cima allo scudo si riferisce ai Signori di Saint-Martin de Chêne, l'inquartato con lo scettro si riferisce ai Signori di Bioley-Magnoux e l'ala d'aquila alla famiglia Loys.

## Monumenti e luoghi d'interesse

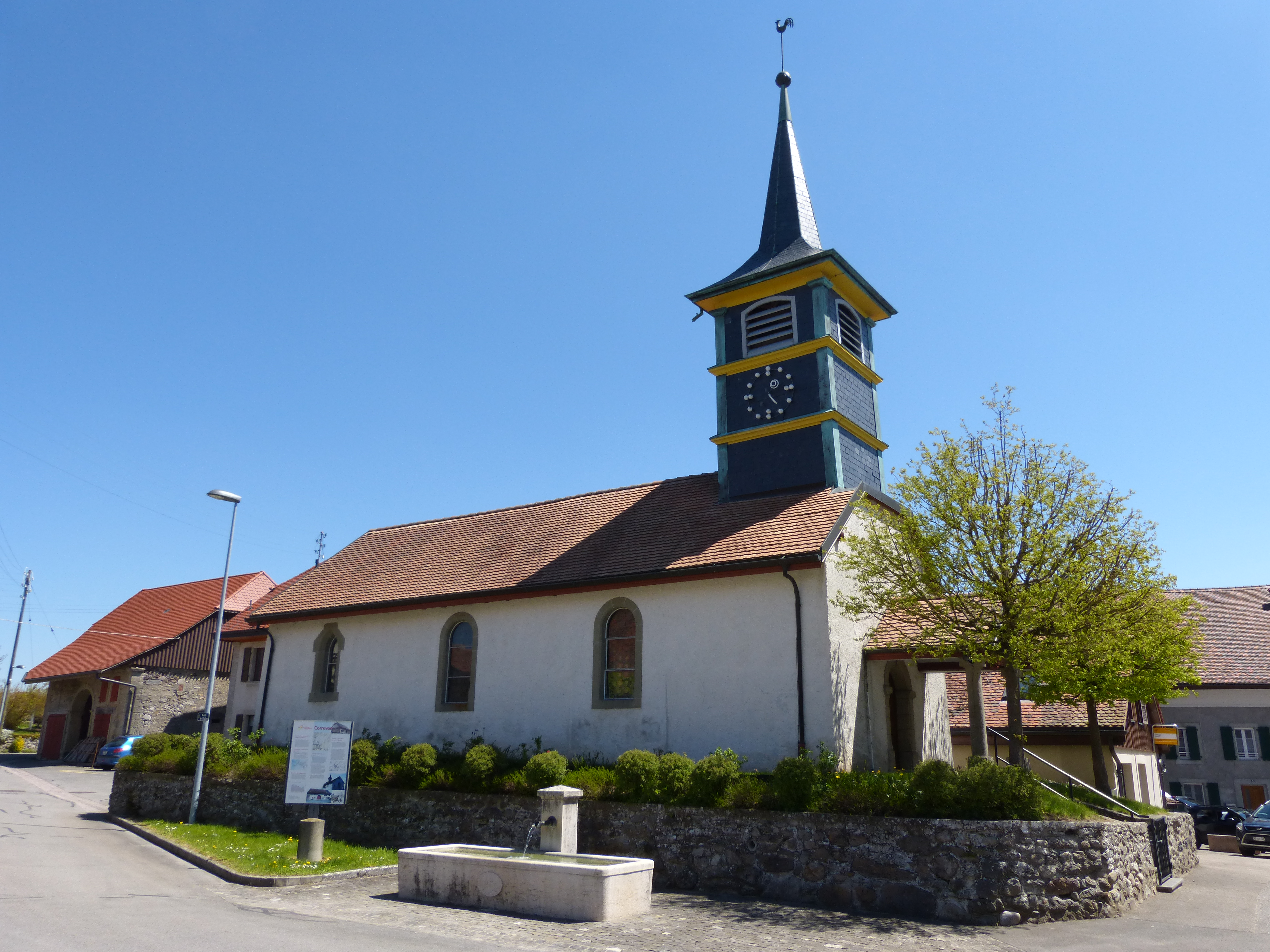
La chiesa di Santa Margherita

- Chiesa riformata di Santa Margherita, attestata dal 1228[1].

## Società

### Evoluzione demografica
L'evoluzione demografica è riportata nella seguente tabella:
Abitanti censiti

## Amministrazione
Ogni famiglia originaria del luogo fa parte del cosiddetto comune patriziale e ha la responsabilità della manutenzione di ogni bene ricadente all'interno dei confini della frazione.